# Shendi
Shendi o Shandi (Arabo:  شندي) è una città del Sudan settentrionale, situata sulla riva orientale del Nilo, 150 km a nord-est della capitale Khartoum. Shendi è anche a circa 45 km a sud-est dell'antica città di Meroe.